# Camaridium dichotomum
Camaridium dichotomum är en orkidéart som beskrevs av Rudolf Schlechter. Camaridium dichotomum ingår i släktet Camaridium och familjen orkidéer. Inga underarter finns listade i Catalogue of Life.